# Mercat de Russafa
El mercat de Russafa és un mercat municipal situat a la plaça Baró de Cortes de Pallars de la ciutat de València. L'edifici va ser concebut i realitzat per l'arquitecte Julio Bellot Senet l'any 1957.

## Edifici
És un mercat de titularitat municipal i un dels monuments més característics del barri valencià de Russafa. Està situat al centre del barri, enfront de l'església de Sant Valer.
Va ser projectat per l'arquitecte Julio Bellot Senet amb l'arquitecte en cap dels serveis d'arquitectura del Ajuntament de València en aquell moment, Javier Goerlich Lleó, segons acord de l'ajuntament de 1954 i iniciades les obres a finals de maig de 1957. Es va destinar a cobrir les creixents necessitats del barri de Russafa de València.
La seua estructura és de formigó armat amb bigues també de formigó. Són característiques les seues quatre façanes amb diferents colors en cadascuna d'elles en forma de degradat o paleta de color. Els colors van ser afegits després de l'última rehabilitació de l'edifici a mitjan dècada dels 2000.
En l'actualitat posseeix 4780 m² d'espai i 160 parades. És el segon mercat més gran del País Valencià després del mercat Central de València. Està rehabilitat i dotat de comerços i establiments dedicats a l'alimentació i l'hostaleria.